# Първият удар на Джаки Чан
„Първият удар на Джаки Чан“ (на английски: Jackie Chan's First Strike) е хонконгски игрален филм (екшън, комедия) от 1996 година, режисиран от Стенли Тонг, по сценарий на Ник Трамонтейн, Стенли Тонг, Грег Мелиът и Стенли Тонг.
Музиката е композирана от Нейтън Уонг. В главната роля изпълнява Джаки Чан. Филмът излиза на екран от 10 февруари 1996 г.

## В България
В България филмът е излъчен през 2000 г. по bTV с оригинално аудио на английски и субтитри на български от Орлин Василев. От 2011 г. прави и досегашни излъчвания по „БТВ Медиа Груп“.
През 2020 г. е записан с дублаж на Медиа Линк и е излъчен по bTV Action на 28 април 2020 г. Екипът се състои от:
| Озвучаващи артисти  | Ася Рачева Георги Стоянов Емил Емилов Росен Русев Радослав Рачев |
| Преводач            | Яна Янева                                                        |
| Тонрежисьор         | Емил Енев                                                        |
| Режисьор на дублажа | Емил Кръстанов                                                   |